# Descomyces
Descomyces Bougher & Castellano – rodzaj grzybów z rodziny gnijankowatych (Bolbitiaceae). W Polsce występuje jeden gatunek – Descomyces albus.

## Systematyka i nazewnictwo
Pozycja w klasyfikacji według Index Fungorum: Bolbitiaceae, Agaricales, Agaricomycetidae, Agaricomycetes, Agaricomycotina, Basidiomycota, Fungi.

## Gatunki
- Descomyces albellus (Massee & Rodway) Bougher & Castellano 1993
- Descomyces albus (Berk.) Bougher & Castellano 1993
- Descomyces angustisporus A.A. Francis & Bougher 2004
- Descomyces giachinii Trappe, V.L. Oliveira, Castellano & Claridge 2000
- Descomyces javanicus (Höhn.) Bougher & Castellano 1993
- Descomyces varians Trappe & Claridge 2008[3]

Nazwy naukowe na podstawie Index Fungorum.